# Joachim Sattler
Joachim Sattler (* 21. August 1899 in Affolterbach im Odenwald; † 15. Juli 1984 in Erbach) war ein deutscher Opernsänger (Tenor).

## Leben
Der aus Affolterbach im Odenwald stammende Joachim Sattler war zunächst als Volksschullehrer tätig, bevor seine Stimme von Siegfried Wagner entdeckt wurde. Nachdem er seine Gesangsausbildung bei Carl Beines in Darmstadt abgeschlossen hatte, gab er 1926 sein Debüt als Claudio in Richard Wagners Liebesverbot am Opernhaus in Wuppertal. 1929 wurde Sattler an das Staatstheater Darmstadt verpflichtet, 1937 erhielt er ein Engagement an der Hamburger Staatsoper, 1939 wechselte er als Ensemblemitglied an die Semperoper nach Dresden, 1941 trat er an der Wiener Staatsoper ein bis 1944 andauerndes Engagement an.
1928 und 1929 sowie 1931 trat Sattler als Siegfried im Ring-Zyklus bei den Bayreuther Festspielen auf. Zudem wirkte Sattler dort 1930 an der Tannhäuser-Inszenierung von Siegfried Wagner mit. Joachim Sattler gastierte unter anderem 1938 sowie 1941 an der Grand Opéra in Paris. Sattler stand 1944 in der Gottbegnadeten-Liste des Reichsministeriums für Volksaufklärung und Propaganda.
In den Jahren 1947 bis 1950 war er wieder an der Hamburger Staatsoper verpflichtet. Sattler war einer der Lieblingssänger von Richard Strauss, er trat insbesondere als Wagner-Interpret sowie Heldentenor hervor. Sattler starb 1984 knapp vor Vollendung seines 85. Lebensjahres im Kreiskrankenhaus in Erbach.

## Tonaufnahmen
- Wagner: Tristan und Isolde, mit Nanny Larsen-Todsen (Isolde) und Gunnar Graarud (Tristan), Joachim Sattler (Melot); Chor und Orchester der Bayreuther Festspiele, Dirigent: Karl Elmendorff, 1928[2] (dies war die erste Tristan und Isolde-Aufnahme der Schallplattengeschichte)

## Ehrungen
Im Jahr 1972 wurde nach ihm in Affolterbach der Kammersänger-Joachim-Sattler-Weg benannt. 
- Johann-Heinrich-Merck-Ehrung der Stadt Darmstadt (1964)
- Bundesverdienstkreuz 1. Klasse (1969)